# Marie Antier
Marie Antier (Lió, 1687 - París, 1747) fou una cèlebre cantant francesa.
Fou alumna de Marthe Le Rochois i el 1712 debutà en Òpera de París. Dotada d'una bella veu, de noble fisonomia i de verdader temperament dramàtic, fou la favorita del públic de la seva època, especialment interpretant les obres de Lully, essent sempre rebuda amb entusiasme durant la seva llarga carrera artística que es prologà per espai de vint-i-nou anys. En recompensa dels seus mereixements fou pensionada en retirar-se de l'escena (1741) amb 1.500 lliures anuals.